# Putler

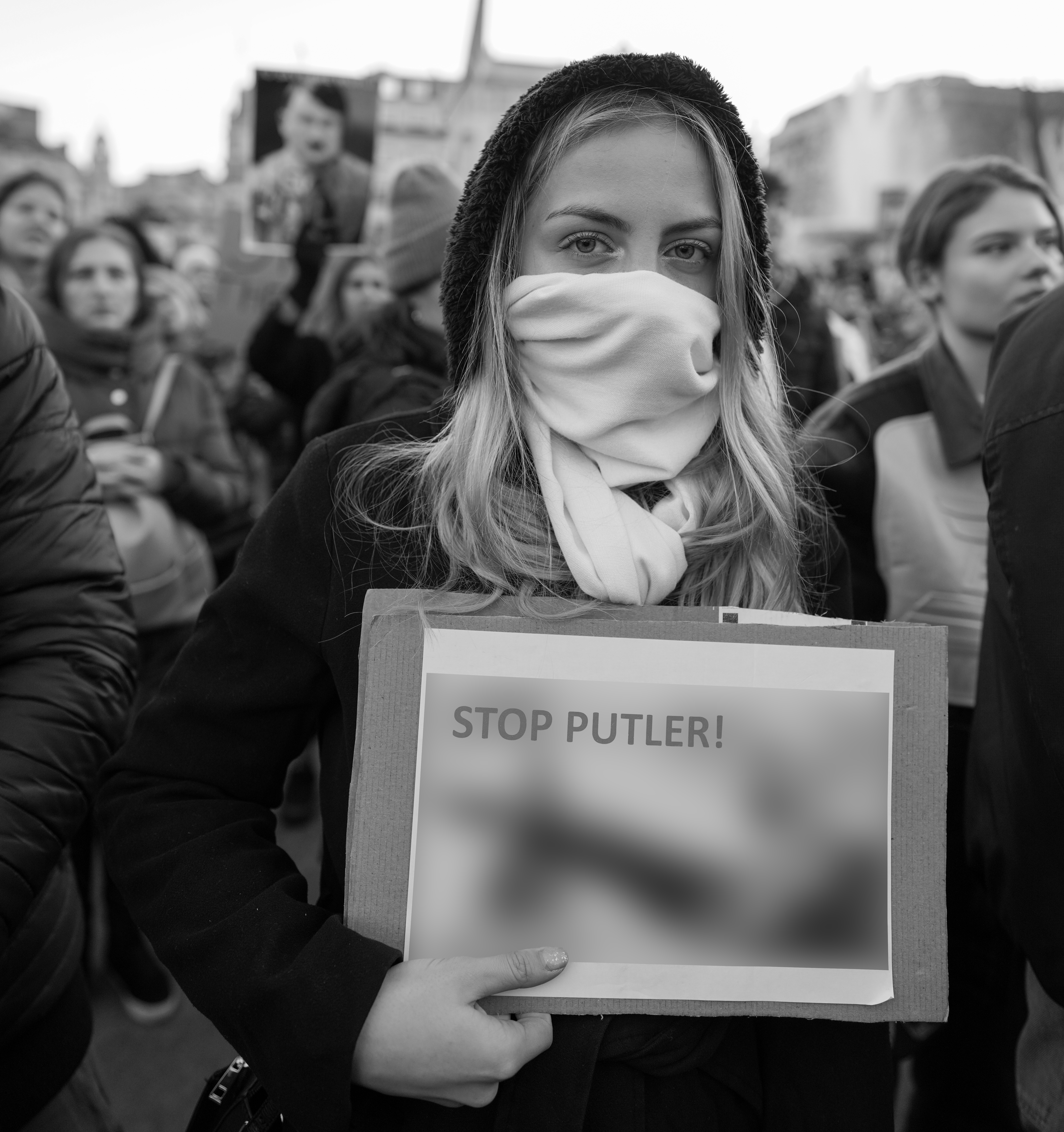
Une manifestante tient une pancarte avec la phrase « STOP PUTLER! » durant l'invasion de l'Ukraine par la Russie en 2022 (Londres, 27 février 2022).

Putler (en russe : Путлер, Poutler) et sa variante Vladolf Putler (en russe : Владольф Путлер,) sont des néologismes péjoratifs formés par la fusion des noms de Vladimir Poutine et Adolf Hitler,,. Souvent utilisé dans le slogan « Putler Kaput! » (en allemand : Putler Kaputt! ; en russe : Путлер Капут!) par des personnes opposées à Vladimir Poutine,, le terme a une connotation négative.

## Origine
Selon le linguiste russe Boris Charifoulline (ru), le mot « Putler » a été inventé en Russie[Quand ?]. Selon l'historienne française Marlène Laruelle, le mot a été inventé par la presse ukrainienne[Quand ?].

## Usage
Le mot « Putler » est devenu courant parmi les opposants à Vladimir Poutine en Russie et en Ukraine. L'utilisation du slogan à consonance allemande Putler Kaputt par les Russes représente un intérêt dialectique, créant l'impression que ces mots sont utilisés par un observateur étranger, tout en utilisant des mots compréhensibles pour les Russes.
Accusé d’être un « assassin », le président russe Vladimir Poutine est représenté sur de nombreuses pancartes lors de manifestations avec les traits d’Adolf Hitler et rebaptisé « Putler ».

### Mouvement national de protestation russe
Le slogan s'attire la gloire et des problèmes juridiques en Russie en 2009.
Le 31 janvier 2009, un participant à un rassemblement organisé par le Parti communiste de la fédération de Russie à Vladivostok porte une pancarte indiquant « Putler kaput! » (« Putler est mort » ou « mort à Putler »). Le rassemblement s'inscrit dans un mouvement de protestation contre de nouveaux droits de douane sur l'importation de voitures d'occasion. Le Bureau du procureur de la fédération de Russie (ru) de Vladivostok lance alors un avertissement au comité régional du parti concernant cette pancarte,. Le comité régional a réagi en publiant le texte suivant sur son site Internet,: 

« L'auteur de ce slogan avait à l'esprit une personne spécifique engagée dans le commerce automobile du nom de Putler, qui a pris fin en raison de l'augmentation des droits sur les voitures étrangères : en raison de cette circonstance, il a perdu son emploi, et donc les revenus avec lesquels il faisait vivre sa famille nombreuse. Il a, comme des milliers d'autres habitants de la région, l'intention de quitter Primorye, où il est tout simplement impossible de vivre et de travailler. »

En avril 2009, le slogan est officiellement interdit. Selon le Laboratoire d'expertise médico-légale de Primorsky du ministère de la Justice de la fédération de Russie, le slogan a « une connotation émotionnelle prononcée de la personnalité ou des activités de Vladimir Poutine en tant que représentant du pouvoir de l'État et est de nature offensante ».